# Stimmloser alveolarer Vibrant
Ein stimmloser alveolarer Vibrant bezeichnet in der Phonetik einen stimmlosen konsonantischen Schwinglaut, der am oberen Zahndamm (dem Wulst hinter den oberen Schneidezähnen), dem Alveolarfortsatz gebildet wird. Dazu berührt die Zungenspitze den oberen Zahndamm leicht und wird durch darüberströmende Luft zum Schwingen gebracht. Im Gegensatz zu seinem stimmhaften Pendant tritt er nur in sehr wenigen Sprachen auf und kennzeichnet sich durch einen hörbaren Hauchlaut.

## Realisierung in diversen Sprachen
Lautliche und orthographische Realisierung des stimmlosen alveolaren Vibranten in verschiedenen Sprachen:
- Das Isländische besitzt neben einem stimmhaften /r/ auch ein stimmloses. Dieses wird von einigen Sprechern als stimmloser Flap gesprochen. Die Schreibung ist <hr> (siehe auch Isländische Aussprache).
  - Beispiel: hrafn [ˈr̥apn̥] 'Rabe'
- Im Mokschanischen existieren stimmhaftes und stimmloses /r/ als eigenständige Phoneme. Hinzu kommen ein stimmhaftes und ein stimmloses palatales r, so dass die Sprache vier r-Phoneme besitzt.[1]
- Im Walisischen existiert neben einem stimmhaften /r/ ein stimmloses, welches mit <rh> schriftlich wiedergegeben wird. Die Aussprache wird meist durch einen deutlich hörbaren Hauchlaut begleitet.
  - Beispiel: rhan [r̥an] 'Teil'